# 샤흘로 막스무도바
샥슬로 나시모브나 막스무도바(Shaxlo Nasimovna Maxmudova, 1944년 2월 28일 ~ )는 소련·우즈베키스탄의 여자 외교관 겸 정치가이다.
소련 타슈켄트에서 러시아계와 타타르계의 혼혈로 출생한 그녀는 우즈베키스탄 대통령 비서실 외무총장 직책을 지냈다.